# Poliedru toroidal

Un tor poliedric poate aproxima o suprafață torică, dintr-o desfășurată de fețe patrulatere, ca în acest exemplu de 6 × 4

În geometrie un poliedru toroidal este un poliedru care are o topologie la fel cu un toroid (un tor cu o g-gaură), unde g este genul topologic, 1 sau mai mare. Exemple notabile sunt poliedrele Császár și Szilassi.

## Variații în definiție
Poliedre toroidale sunt definite prin seturi de poligoane care se întâlnesc pe laturile și vârfurile lor, formând o varietate așa cum o fac. Adică, fiecare latură ar trebui să fie în comun la exact două poligoane, iar în fiecare vârf laturile și fețele care se întâlnesc acolo ar trebui să fie legate între ele într-un singur mod de laturi și fețe alternante. Pentru poliedre toroidale, această varietate este o suprafață orientabilă⁠(d). Unii autori limitează expresia „poliedre toroidale” la poliedre echivalente topologic cu un tor (genul 1).
În acest domeniu este important să se facă distincție între poliedrele toroidale încorporate, ale căror fețe sunt poligoane plate în spațiul euclidian tridimensional, care nu se intersectează între ele și nici nu se autointersectează, de poliedrele abstracte⁠(d), suprafețe topologice fără vreo realizare geometrică. Intermediare între aceste două extreme sunt poliedre formate din poligoane geometrice sau poligoane stelate în spațiul euclidian care au voie să se intersecteze reciproc.
În toate aceste cazuri natura toroidală a unui poliedru poate fi verificată prin orientabilitatea sa și prin faptul că caracteristica Euler nu este pozitivă. Caracteristica Euler se generalizează la {\displaystyle V-E+F=2-2N}, unde N este numărul de găuri.

## Poliedrele Császár și Szilassi
Două dintre cele mai simple posibile poliedre toroidale încorporate sunt poliedrele Császár și Szilassi.
Poliedrul Császár este un poliedru toroidal cu șapte vârfuri, cu 21 de muchii și 14 fețe triunghiulare.
Acesta și tetraedrul sunt singurele poliedre cunoscute în care fiecare segment care leagă două vârfuri formează o latură a poliedrului. Dualul său, poliedrul Szilassi, are șapte fețe hexagonale care sunt fiecare adiacente cu fiecare, fapt care oferă jumătate din generalizarea la toruri a teoremei celor patru culori că numărul maxim de culori necesar pentru o hartă pe un tor (care are genul 1) este șapte.
Poliedrul Császár are cele mai puține vârfuri posibile dintre toate poliedrele toroidale încorporate, iar poliedrul Szilassi are cele mai puține fețe posibile dintre toate poliedrele toroidale încorporate.

## Toroizii Stewart
O categorie specială de poliedre toroidale sunt construite exclusiv de fețe poligonale regulate, fără intersectări și cu restricția suplimentară că fețele adiacente să nu se afle în același plan una cu cealaltă. Aceștia se numesc Toroizi Stewart, numiți astfel după Bonnie Stewart, care i-a studiat intensiv. Ei sunt anaogii poliedrelor Johnson în cazul poliedrelor convexe; totuși, spre deosebire de poliedrele Johnson, există o infinitate de toroizi Stewart. Acestea cuprind și deltaedrele toroidale, poliedre ale căror fețe sunt toate triunghiuri echilaterale.
O clasă restrânsă de toroizi Stewart, definită tot de Stewart, sunt poliedrele toroidale cvasiconvexe. Acestea sunt toroizii Stewart care cuprind toate laturile anvelopelor lor convexe. La un astfel de poliedru fiecare față a anvelopei convexe fie se află pe suprafața toroidului, fie este un poligon ale cărui laturi se află pe suprafața toroidului.
| Gen      | 1                   | 1          |
| -------- | ------------------- | ---------- |
| Imagine  |                     |            |
| Poliedre | 6 prisme hexagonale | 8 octaedre |
| Vârfuri  | 48                  | 24         |
| Laturi   | 84                  | 72         |
| Fețe     | 36                  | 48         |

| Gen              | 1                                | 1                                             | 3                                             | 11                                                         | 3                                                     | 5                                | 7                              | 11                                          |
| ---------------- | -------------------------------- | --------------------------------------------- | --------------------------------------------- | ---------------------------------------------------------- | ----------------------------------------------------- | -------------------------------- | ------------------------------ | ------------------------------------------- |
| Imagine          |                                  |                                               |                                               |                                                            |                                                       |                                  |                                |                                             |
| Poliedre         | 4 cupole patrulatere 8 tetraedre | 6 cupole triunghiulare 6 piramide patrulatere | 4 cupole triunghiulare 6 piramide patrulatere | 24 prisme triunghiulare 6 piramide patrulatere 8 tetraedre | 6 cupole patrulatere 4 cupole triunghiulare 12 cuburi | 8 cupole triunghiulare 12 cuburi | 6 cupole patrulatere 12 cuburi | 6 cupole patrulatere 8 cupole triunghiulare |
| Anvelopă convexă | cub trunchiat                    | octaedru trunchiat                            | octaedru trunchiat                            | cuboctaedru expandat                                       | cuboctaedru trunchiat                                 | cuboctaedru trunchiat            | cuboctaedru trunchiat          | cuboctaedru trunchiat                       |
| Vârfuri          | 32                               | 30                                            | 30                                            | 62                                                         | 72                                                    | 72                               | 72                             | 72                                          |
| Laturi           | 64                               | 60                                            | 72                                            | 168                                                        | 144                                                   | 168                              | 168                            | 168                                         |
| Fețe             | 32                               | 30                                            | 38                                            | 86                                                         | 68                                                    | 88                               | 84                             | 76                                          |

## Poliedre care se autointersectează
| Octahemioctaedru | Micul cubicuboctaedru | Marele dodecaedru |

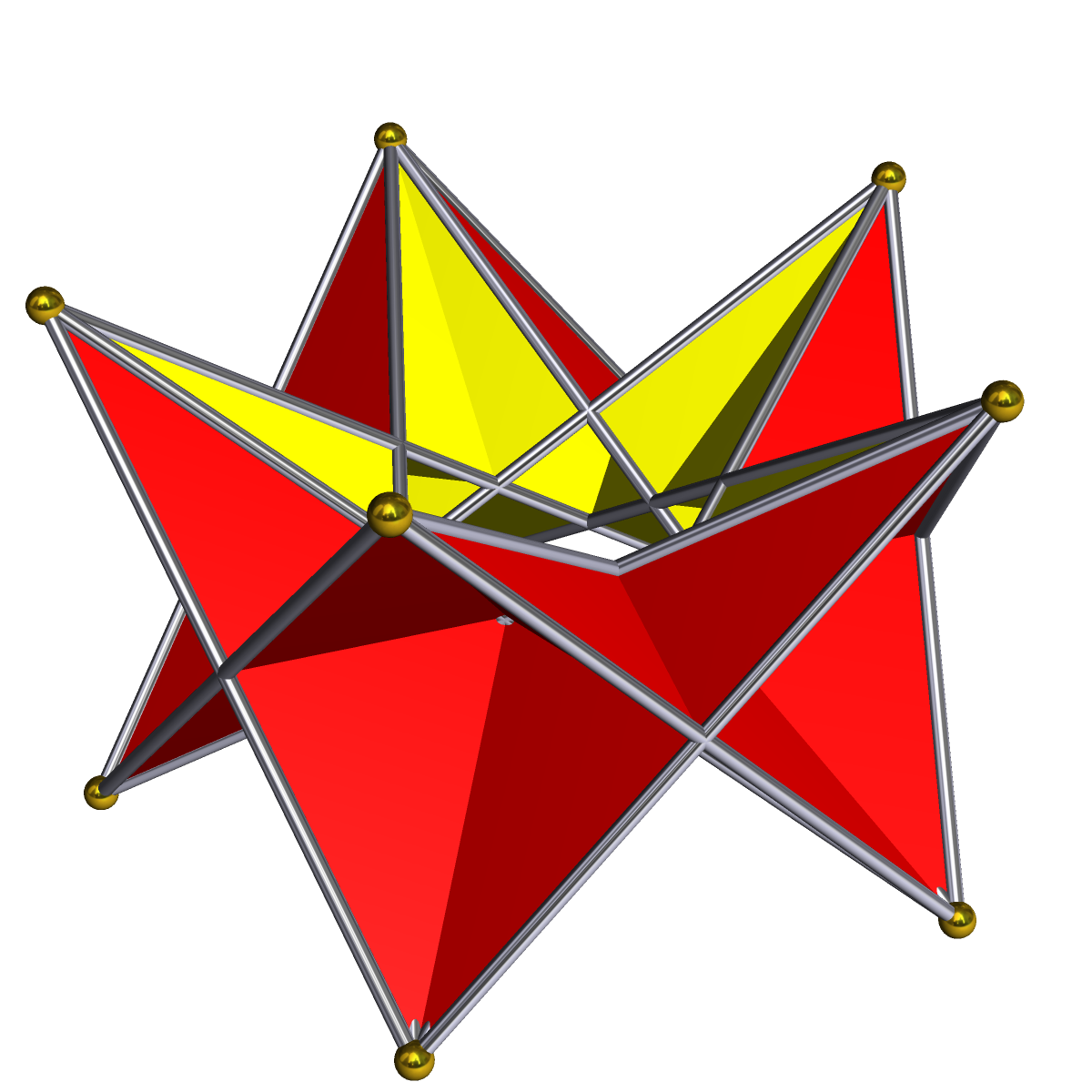
Stephanoid pentagonal. Acest stephanoid are simetrie diedrală pentagonală și are aceleași vârfuri ca și prisma pentagonală uniformă.

Un poliedru care este format dintr-un sistem de poligoane care se intersectează corespunde unei varietăți topologice abstracte formate din poligoane și sistemul lor de laturi și vârfuri comune, iar genul poliedrului poate fi determinat din această varietate abstractă.
Exemplele de poliedre de genul 1 sunt: octahemioctaedrul, de genul 3: micul cubicuboctaedru și de genul 4: marele dodecaedru.

### Poliedre coroană
Un poliedru coroană sau stephanoid este un poliedru toroidal, nobil, fiind atât izogonal cât și izoedric. Poliedrele coroană sunt autointersectante, iar din punct de vedere topologic autoduale.